# Clidemia longifolia
Clidemia longifolia är en tvåhjärtbladig växtart som beskrevs av Henry Allan Gleason. Clidemia longifolia ingår i släktet Clidemia och familjen Melastomataceae. Inga underarter finns listade i Catalogue of Life.